# Боготольский район
Богото́льский район — административно-территориальная единица (район) и муниципальное образование (муниципальный район) в западной части Красноярского края России.
Административный центр — город Боготол (в состав района не входит).

## География
Сопредельные территории:
- север: Тюхтетский округ
- северо-восток: Большеулуйский район
- востоке: Ачинский район
- юг: Назаровский район и Шарыповский округ Красноярского края
- запад: Кемеровская область.

Площадь территории — 2992 км².

## История
История Боготольского района начинается с образования Боготольского поселения (село Боготол). Предположительно, это 1703 год. С древних времён небольшая пойма реки Чулым привлекала людей своей красотой и обилием своих богатств. В XVII веке на территории Боготольской и Краснореченской волостях (Аргинское Причулымье) проживали тюркские племена, которых называли чулымскими татарами. Русские люди поселились здесь в конце XVII века. Но благоприятные условия для развития русских поселений в Причулымье сложились только к 1703 году, когда прекратились постоянные набеги киргизов на поселения. Крестьяне Причулымья занимались земледелием, скотоводством. Села — Боготол, Красная Речка, Коробейники — первые поселения пашенных крестьян в Причулымье Ачинского острога. Крестьяне сеяли озимую рожь, пшеницу ярицу, овес, ячмень, гречиху, лен, просо, коноплю.
Со строительством Московского тракта, который с 1751 года прошёл через Итат, с. Боготол, Красную Речку, быстро стали развиваться притрактовые села.
В селе Боготол к 1771 году было 160 домов, соляные магазины. Село являлось административным центром и имело главный надзор над поселениями от Сусловки до Ачинска. В середине XVIII века было построено 2 винокуренных завода — Боготольский и Краснореченский, которые производили в год 10 тысяч ведер водки каждый. Продукция этих заводов транспортировалась по всей Сибири и за Урал. Сырьём для винокуренного производства служила пшеница местного производства.
К середине XIX века село Боготол стало значительным торговым центром близлежащей округи. Здесь практиковалась ярмарочная торговля. Важнейшее место в торговле занимал сбыт сала, масла коровьего, кож, овчин, зерна, муки, изделий кустарного промысла. Через своих торговых людей поддерживались связи с крупными торговыми центрами. Кроме всего оно имело 4 кожевенных завода, 5 мукомольных мельниц, 3 кирпичных завода. Кроме того, было развито кустарное ремесло. Кустари изготавливали мебель, сохи, телеги, сани, вилы, грабли, прялки, ткацкие станки, шили одежду, обувь, занимались обжигом извести, смолокурением. В 1896 году в селе проживало 4673 жителя. Для них были открыты больница, православная церковь, еврейский молитвенный дом, богадельни, два сельских училища — мужское и женское (общеобразовательные школы), лесное училище, поступить в которое было нелегко из-за высокого конкурса.
В 1913 году вблизи села Боготол были обнаружены значительные залежи гончарных глин. По постановлению Губернского управления земледелия и землеустройства в селе организовывается учебно-показательная гончарная мастерская.
В 1930-х годах на территории района (на базе Аргинских лесов) создан Боготольский леспромхоз. В Арге занимаются сбором живицы и смолокурением. Создаются промысловые артели по переработке сырого леса, функционирует винокуренный завод, два льнозавода по первичной переработке льна, шесть паровых мельниц, десять маслобоен, бойня, шестнадцать кустарных пихтовареных и дегтекуренных завода, шесть кустарных кирпичных завода, гончарная мастерская, одним из видов изделий которой являются телеграфные изоляторы.
С 1935 года проводятся разведывательные работы, которые показали наличие промышленных запасов россыпного и рудного золота в Арге. Начались государственные разработки россыпного золота. В результате возник Галкинский прииск (по названию речки Галки). Здесь были построены клуб, семилетняя школа. Но в 1950 году прииск прекратил своё существование (в послевоенные годы изменилась конъюнктура в золотодобывающей промышленности).
Во второй половине 1920-х годов в Боготольском районе построены пионерский лагерь на реке Гремячке, Краснозаводский дом отдыха. Вышла первая районная газеты «Колхозное знамя».
В 1932 году в районе функционировали 2 больницы, 7 лечебных пунктов, детская и женская консультации, санитарный участок.
В послевоенные годы (1949—1950) происходит укрупнение колхозов. Довоенный уровень производства сельхозпродукции был превзойден в 1950 году. На селе открываются семилетние школы, строятся электростанции. В 1958 году вводится новая система закупок сельскохозяйственной продукции. Закупочные цены были увеличены в 2,5 раза. Это способствовало укреплению материально-технической базы хозяйств.
Боготольский район образован 25 июля 1924 года. Как административная единица в составе Западно-Сибирского края Ачинского округа выделился в 1925 году (от Аргинской излучины до Чулымских гарей). В состав района до 1951 года входил и город Боготол, который являлся районным центром, 33 сельских Совета, 152 населенных пункта, в которых проживало 36 739 чел.

## Население
| 2002    | 2009    | 2010    | 2011    | 2012    | 2013    | 2014    |
| ------- | ------- | ------- | ------- | ------- | ------- | ------- |
| 12 415  | ↘11 182 | ↗11 267 | ↘11 185 | ↘10 919 | ↘10 646 | ↘10 384 |
| 2015    | 2016    | 2017    | 2018    | 2019    |         |         |
| ↘10 308 | ↘10 195 | ↘10 038 | ↘9751   | ↘9487   |         |         |

## Административное устройство
В рамках административно-территориального устройства район включает 8 административно-территориальных единиц — 8 сельсоветов.
В рамках муниципального устройства, в муниципальный район входят 8 муниципальных образований со статусом сельских поселений.:
| № | Сельское поселение         | Административный центр | Количество населённых пунктов | Население | Площадь, км2 |
| - | -------------------------- | ---------------------- | ----------------------------- | --------- | ------------ |
| 1 | Александровский сельсовет  | село Александровка     | 2                             | 389       |              |
| 2 | Боготольский сельсовет     | село Боготол           | 8                             | 2679      |              |
| 3 | Большекосульский сельсовет | село Большая Косуль    | 6                             | 1439      |              |
| 4 | Вагинский сельсовет        | село Вагино            | 5                             | 1144      |              |
| 5 | Краснозаводской сельсовет  | село Красный Завод     | 2                             | 1276      |              |
| 6 | Критовский сельсовет       | село Критово           | 4                             | 1393      |              |
| 7 | Чайковский сельсовет       | посёлок Чайковский     | 4                             | 569       |              |
| 8 | Юрьевский сельсовет        | село Юрьевка           | 7                             | 1149      |              |

### Населённые пункты
В Боготольском районе 38 населённых пунктов.

| Боготол        | ↗1992 |
| Большая Косуль | 1180  |
| Критово        | 1156  |
| Красный Завод  | 982   |
| Юрьевка        | 863   |
| Вагино         | 678   |
| Александровка  | 459   |
| Красная Речка  | 344   |
| Каштан         | 342   |
| Владимировка   | 339   |
| Чайковский     | 324   |
| Медяково       | 272   |
| Орга           | 228   |

| Булатово                    | 223 |
| Ильинка                     | 188 |
| Коробейниково               | 169 |
| Георгиевка                  | 166 |
| Лебедевка                   | 142 |
| Дмитриевка                  | 140 |
| Вагино                      | 138 |
| Посёлок Птицетоварной фермы | 122 |
| Павловка                    | 117 |
| Берёзовка                   | 110 |
| Гнетово                     | 108 |
| Разгуляевка                 | 87  |
| Шулдат                      | ↘83 |

| Вишняково-Катеюл   | 77 |
| Лозняки            | 59 |
| Новопетровка       | 50 |
| Малая Косуль       | 43 |
| Волынка            | 37 |
| Шулдат             | 19 |
| Тузлуковка         | 18 |
| Михайловка         | 6  |
| Львовка            | 3  |
| Дмитриевка         | 2  |
| Боготольский Завод | 1  |
| Казанка            | ↘0 |

Упразднённые населённые пункты:
- 2001 год — деревня Галкино Александровского сельсовета, кордон Ельничный Боготольского сельсовета, железнодорожные разъезды 3832 км, 3837 км Большекосульского сельсовета, железнодорожный разъезд 3873 км Критовского сельсовета, деревня Серебряково Юрьевского сельсовета[18].

## Местное самоуправление
Глава Боготольского района
- Бикбаев Равиль Рамазанович. 1992  — 2015 гг.
- Белов Александр Владимирович 2015  — 2019 гг.
- и.о. Недосекин Григорий Анатольевич 2019  - 2020 гг.
- Дубовиков Владимир Анатольевич  2020 - 2021 гг.
- Бакуневич Надежда Владимировна 2022  - по н. вр.

Боготольский районный Совет депутатов
Дата формирования: 14.03.2020. Срок полномочий: 5 лет
Председатель Совета депутатов
- Бикбаев Равиль Рамазанович 2010  - 2020 гг.
- Усков Вячеслав Олегович 2020  - по н. вр.

## Транспорт
С запада на восток район пересекают Транссибирская железнодорожная магистраль и автодорога федерального значения М-53 (Московский тракт).